# Diant Ramaj
Diant Ramaj (* 19. September 2001 in Stuttgart) ist ein deutsch-kosovarischer Fußballspieler. Der Torwart steht als Leihspieler von Borussia Dortmund beim 1. FC Heidenheim unter Vertrag und war deutscher Juniorennationalspieler.

## Karriere

### Verein

#### Juniorenzeit in Baden-Württemberg
Ramaj spielte in seiner Jugend für drei verschiedene Stuttgarter Vereine, ehe er 2018 zum 1. FC Heidenheim wechselte. War er für die Kickers noch in der B-Junioren-Bundesliga aktiv gewesen, spielte er für Heidenheim nun in der höchsten U19-Liga. Unter Coach Frank Schmidt rückte er zur Zweitligasaison 2019/20 in den Kader der Profis in der 2. Bundesliga auf und war über drei Spielzeiten der dritte Torhüter hinter Kevin Müller und Vitus Eicher.

#### Profidebüt bei Eintracht Frankfurt
Zur Spielzeit 2021/22 wechselte der Torwart zum Bundesligisten Eintracht Frankfurt und unterschrieb einen Dreijahresvertrag. Dort war er als zweiter Torhüter hinter Kevin Trapp vorgesehen. Nach einer COVID-19-Infektion Trapps debütierte Ramaj am 16. Januar 2022 beim 1:1 gegen den FC Augsburg in der Bundesliga und wurde so Jens Grahl vorgezogen. Ramaj, der nach dieser einen Partie bereits wieder auf die Bank ausweichen musste, zog sich Anfang Februar 2022 eine Meniskusverletzung zu und musste operiert werden, was für ihn das vorzeitige Saisonaus bedeutete. Im Frühjahr setzte sich sein Team im Finale der Europa League gegen die Glasgow Rangers im Elfmeterschießen durch, Ramaj hatte aber keine Minute gespielt. Nach Saisonende wurde der ursprünglich bis 2024 laufende Vertrag des Torhüters vorzeitig um drei weitere Jahre bis Sommer 2027 verlängert.

#### Engagement bei Ajax Amsterdam
Anfang August 2023 wechselte er allerdings zu Ajax Amsterdam in die niederländische Eredivisie. Den Verein hatte unter anderem der langjährige Torwart Maarten Stekelenburg verlassen. Ramaj profitierte unter anderem von Verletzungen auf Seiten von Gerónimo Rulli und Remko Pasveer sowie schlechten Leistungen Jay Gorters vom 2. bis zum 8. Spieltag, als Ajax jeweils sieglos blieb und 11 Gegentore hinnehmen musste. Zwischen dem 9. und dem 28. Spieltag war Ramaj die „Nummer 1“ im Tor und blieb mit dem Team phasenweise zwölfmal in Folge ungeschlagen. Eine Ellenbogenverletzung in der Schlussphase der Saison bedeutete für den jungen Torwart, der zwischenzeitlich auch seine ersten Partien im Europapokal absolviert hatte, erneut das vorzeitige Ende einer Spielzeit. Nach seiner Rückkehr hatte Ramaj seinen Platz zwischen den Pfosten wieder an Pasveer verloren und vertrat diesen bis zur Winterpause auch nur einmal beim 1:0 gegen den Aufsteiger Willem II Tilburg. Wie schon in der Vorsaison spielte der Keeper parallel hierzu einige Male für die Zweitmannschaft in der Eerste Divisie.

#### Wechsel nach Dortmund und Leihe nach Kopenhagen sowie Heidenheim
Anfang Februar 2025 wurde Ramaj von Borussia Dortmund verpflichtet, erhielt einen bis Juni 2029 gültigen Vertrag und spielte bis Saisonende leihweise in der dänischen Superliga beim FC Kopenhagen. Hier setzte er sich gegen Nathan Trott durch, der zuvor durch Theo Sander im Tor abgelöst wurde; Sander wurde allerdings seinerseits zugunsten Ramajs verliehen. Mit seinem Leihverein absolvierte Ramaj zwei Partien gegen seinen Ausbildungsverein Heidenheim in der Zwischenrunde der Conference League, Kopenhagen kam hierbei eine Runde weiter und scheiterte anschließend am späteren Wettbewerbssieger Chelsea. In der Liga zog Ramaj mit Kopenhagen in die Meisterrunde ein, verpasste in dieser allerdings drei Partien in Folge einer Rotsperre. Die rote Karte hatte er in der Nachspielzeit der Partie gegen Brøndby IF, die man mit 1:2 verlor, nach einer Tätlichkeit erhalten. Von sieben Spielen in der Meisterrunde, in denen der Torwart mitwirkte, endeten fünf ohne ein Gegentor und schlussendlich gewannen Spieler und Verein den Meistertitel.
Nach seiner Rückkehr zum BVB untermauerte Ramaj öffentlich seine Ambitionen, regelmäßig spielen zu wollen. Neben dem Stammtorhüter Gregor Kobel besteht das Torwartteam noch aus dessen regelmäßigem Vertreter Alexander Meyer sowie dem U23-Akteur Silas Ostrzinski und einem weiteren Neuling, Patrick Drewes. Folglich wechselte Ramaj noch vor Saisonbeginn innerhalb der Bundesliga leihweise zu seinem Ausbildungsverein 1. FC Heidenheim. Der Leihvertrag enthält keine Kaufoption. Gleich im ersten Saisonspiel stand Ramaj anstelle des bisherigen Stammkeepers Kevin Müller zwischen den Pfosten. Beim 5:0 im DFB-Pokal gegen den Bahlinger SC parierte er einen Strafstoß.

### Nationalmannschaft
Ramaj absolvierte im Dezember 2018 und Mai 2019 jeweils ein Testspiel für die deutsche U18-Nationalmannschaft. Im September 2019 hatte er seinen ersten Auftritt im Trikot der U19-Auswahl und kam für diese bis Jahresende in einem weiteren Freundschaftsspiel sowie dreimal in der EM-Qualifikation zum Einsatz. Ab September 2020 stand Ramaj im Kader der U20, für die er bis November 2021 dreimal das Tor hütete.

## Erfolge
FC Kopenhagen
- Dänischer Meister: 2025
- Dänischer Pokalsieger: 2025